# توموياسو ناإيتو
توموياسو ناإيتو (باليابانية: 内藤 友康) (11 سبتمبر 1986 في يوكوسوكا في اليابان – )؛ هو لاعب كرة قدم ياباني سابق كان يلعب كحارس مرمى.

## وصلات خارجية
- توموياسو ناإيتو على موقع رابطة كرة القدم اليابانية للمحترفين (اليابانية)
- توموياسو ناإيتو على موقع قاعدة بيانات كرة القدم.إي يو (الإنجليزية)
- توموياسو ناإيتو على موقع عالم كرة القدم.نت (الإنجليزية)